# Bacha posh

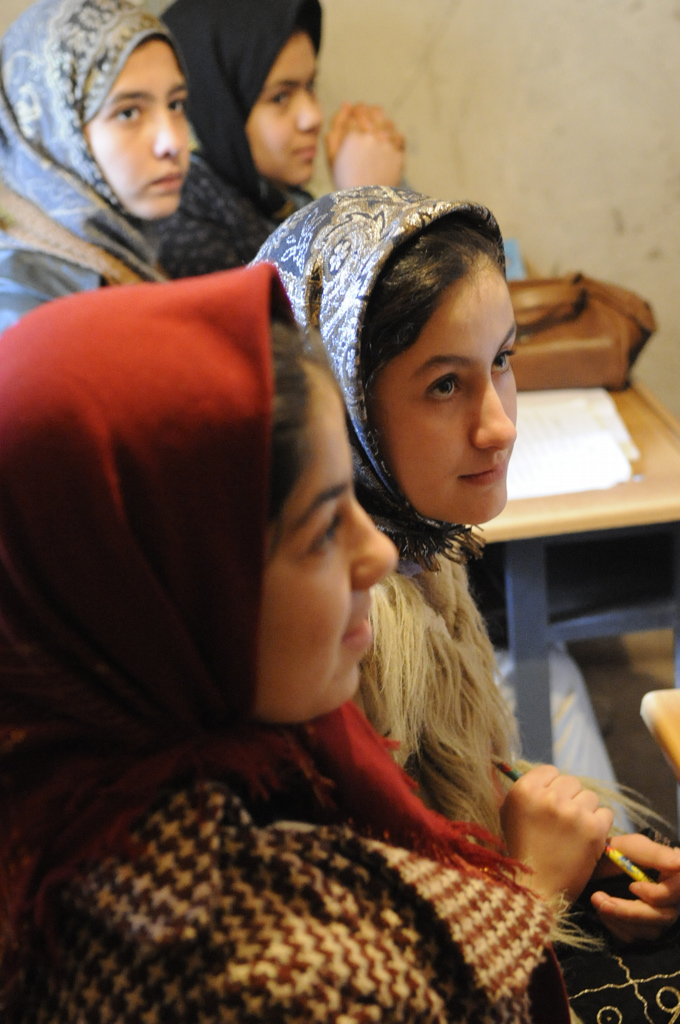
HERAT, Afghanistan - Des élèves d’une école locale pour enfants écoutent des membres de RC-West qui ont livré des fournitures à l’école du centre-ville d’Herat. Les fournitures ont été données par le Rotary club d’Udine, en Italie, et comprenaient des cahiers, des stylos, des crayons et du papier pour les 500 élèves de l’école.

Batcha poch, ou Bacha posh selon la graphie anglaise (« habillée comme un garçon » dans la langue dari), est une pratique culturelle dans certaines parties de l'Afghanistan et du Pakistan où des familles qui n'ont pas eu de fils font le choix d'élever leur fille comme un garçon. Cela permet à l'enfant d'avoir plus de libertés : aller à l'école, accompagner ses sœurs en public, travailler. La famille surmonte ainsi la honte à laquelle elle aurait fait face pour ne pas avoir eu de fils.

## Origines
La coutume remonte à plusieurs siècles et est encore pratiquée aujourd'hui. Elle aurait commencé avec les femmes qui se déguisaient en hommes pour combattre ou pour être protégées, pendant les périodes de guerre.
L'historienne Nancy Dupree a déclaré à un journaliste du New York Times  qu'elle se souvenait d'une photographie datant du début des années 1900, sous le règne d'Habibullah Khan, dans laquelle des femmes habillées en hommes surveillaient le harem du roi, parce qu'officiellement, le harem ne pouvait être surveillé ni par des femmes, ni par des hommes. « La ségrégation appelle à la créativité », a-t-elle dit. « Ces gens ont la capacité d'adaptation la plus étonnante ».

## Vue d'ensemble de la pratique
En Afghanistan et au Pakistan, il y a une pression sociale qui poussent les familles à avoir un fils pour perpétuer le nom de famille et hériter des biens du père. En l'absence d'un fils, les familles peuvent habiller une de leurs filles comme un homme, cette pratique étant confortée par la superstition qu'avoir une batcha poch augmentera les chances pour une mère de donner naissance à un fils lors d'une grossesse ultérieure.
Une jeune fille vivant comme un garçon s'habille avec des vêtements masculins distinctifs, a les cheveux courts, et porte un nom masculin. Le but de la pratique n'est pas la tromperie et beaucoup de gens, comme les enseignants ou les amis de la famille, sont conscients du fait que l'enfant est en réalité une fille. Dans sa famille, elle occupe une position intermédiaire dans laquelle elle est traitée ni totalement comme une fille, ni comme un fils : elle n'aura par exemple pas besoin de cuisiner ou de nettoyer comme les autres filles. Une batcha poch est plus facilement en mesure d'étudier, de se déplacer librement en public, d'accompagner ses sœurs dans des endroits où elles ne pourraient pas être sans un chaperon, de faire du sport et de trouver du travail.
Le statut de batcha poch pour une jeune fille se termine habituellement quand elle entre dans la puberté. Les femmes élevées comme des batcha poch ont souvent du mal à se faire à la transition de leur vie de garçon et à s'adapter d'un coup aux contraintes traditionnelles imposées aux femmes dans la société afghane.
Azita Rafaat, un législateur élu à l'Assemblée nationale de l'Afghanistan pour représenter la province de Badghis, n'a pas eu de fils et a élevé une de ses filles comme une batcha poch. Celle-ci a déclaré qu'elle comprenait qu'« il était très difficile pour vous de comprendre pourquoi une mère peut faire ces choses à leur plus jeune fille », et que « les choses qui se passent en Afghanistan ne sont pas vraiment imaginables » pour les Occidentaux.
Oussama, le film écrit et réalisé par Siddiq Barmak en Afghanistan (2003), raconte l'histoire d'une jeune fille en Afghanistan sous le régime taliban qui s'habille en garçon, Oussama, afin de soutenir sa famille, puisque son père et son oncle avaient été tous les deux tués pendant la guerre soviétique en Afghanistan, sa mère et elle n'étaient donc pas capable de se déplacer par leurs propres moyens sans un « compagnon juridique » masculin.

## Prévalence et acceptabilité
La pratique du batcha poch est croissante en termes de prévalence. Elle est largement acceptée, et est considérée comme une solution raisonnable au problème que pose le fait de ne pas avoir de garçon dans une famille. Selon les experts, la pratique est assez courante, mais en raison de sa nature et de la mauvaise tenue des dossiers du gouvernement, on ne sait pas exactement combien il existe de batcha poch. En Afghanistan, tout le monde connaît au moins une famille où cette pratique existe, si ce n'est dans la leur.

## Motivations et effets
La spécialiste en psychologie clinique et développementale Diane Ehrensaft émet l'hypothèse que, en se comportant comme des garçons, les batcha poch n'expriment pas leur identité sexuée réelle, mais se conforment simplement aux espoirs et aux attentes des parents. Elle cite les parents qui offrent à leurs filles les privilèges qu'elles n'auraient pas pu obtenir autrement, comme la possibilité de faire de la bicyclette, de jouer au football ou au cricket, ainsi que le fait que les batcha poch se plaignent qu'elles ne sont pas à l'aise avec les garçons, et préféreraient vivre comme une fille.
Après avoir vécu comme batcha poch pendant un certain temps, la plupart ont du mal à se socialiser de nouveau avec les filles, parce qu'elles sont devenues à l'aise avec les garçons, puisque c'est comme ça qu'elles ont grandi. Elaha, qui a été batcha poch pendant vingt ans, a repris à nouveau sa vie de fille quand elle est entrée à l'université et a déclaré à la BBC qu'elle était revenue en arrière seulement en raison des traditions de la société. La raison pour laquelle il est si difficile pour les batcha poch de revenir à leur condition de filles, c'est parce qu'elles vivent comme des garçons à l'âge où elles sont censées développer leur personnalité, et développent donc des personnalités de garçons. Certaines batcha poch ressentent la perte de souvenirs d'enfance essentiels et la perte de leur identité de fille. D'autres pensent que c'est une bonne chose pour elle d'avoir appris à connaître les libertés qu'elles n'auraient pas eues si elles avaient été des filles normales grandissant en Afghanistan. Le changement lui-même peut aussi être très difficile car presque, sinon la totalité, des droits et des privilèges des hommes leur sont enlevés dans leur transition entre leur vie d'homme et de femme. Beaucoup de femmes ne veulent pas revenir en arrière une fois qu'elles ont vécu la liberté comme un garçon.
Le cœur de la controverse sur cette pratique en termes d'évolution récente des droits des femmes afghanes est de savoir si la pratique des batcha poch émancipe les femmes et les aide à réussir ou bien si la pratique leur est dommageable psychologiquement. Beaucoup de femmes qui ont vécu ce processus disent que pour elles l'expérience a été autant valorisante que contraignante. Pour les militants, le vrai problème n'est pas la pratique elle-même, mais les droits des femmes dans la société,.

## Retour dans la société
Cette pratique, condamnée par les mollah, est tolérée jusqu'à la puberté, âge à partir duquel les jeunes Afghanes doivent se marier. Souvent, ce changement se produit quand elles sont forcées de se marier avec quelqu'un par leurs parents. Beaucoup de batcha poch ne veulent pas se marier parce qu'elles estiment qu'une fois mariées, elles seront étouffées et maltraitées par leur mari et la société. Cette peur de la répression n'est pas sans fondement, au vu de la place hiérarchique des hommes par rapport aux femmes dans la culture afghane. En outre, puisque les batcha poch sont techniquement des garçons qui grandissent, elles n'apprennent pas ce que les femmes afghanes sont censées apprendre quand elles sont jeunes, comme la cuisine, la couture et autres tâches ménagères. Cela rend la vie conjugale difficile pour elles parce qu'elles ne savent pas comment faire les choses essentielles qu'elles sont supposées connaître.

### Sources et bibliographie
- Charlotte Erlih, Bacha Posh, Actes Sud Junior, 2013, 272 p.  (ISBN 978-2330018184)
- (en) Jenny Nordberg, The Underground Girls of Kabul: The Hidden Lives of Afghan Girls Disguised as Boys, Virago Press Ltd, 368 p.  (ISBN 978-1844087754) publié en français sous le titre Les Clandestines de Kaboul : La vie cachée des jeunes afghanes déguisées en garçon, 2014, traduction Marion Romain, Éditions Lattès,  (ISBN 978-2709643894).

### Filmographie
- Stéphanie Lebrun, Kaboul - Tu seras un garçon, ma fille, France Télévisions, 2012 (52 minutes; Info).

### Littérature
- Nadia Hashimi,  La Perle et la Coquille (The Pearl that Broke Its Shell), 2014